# Tiára

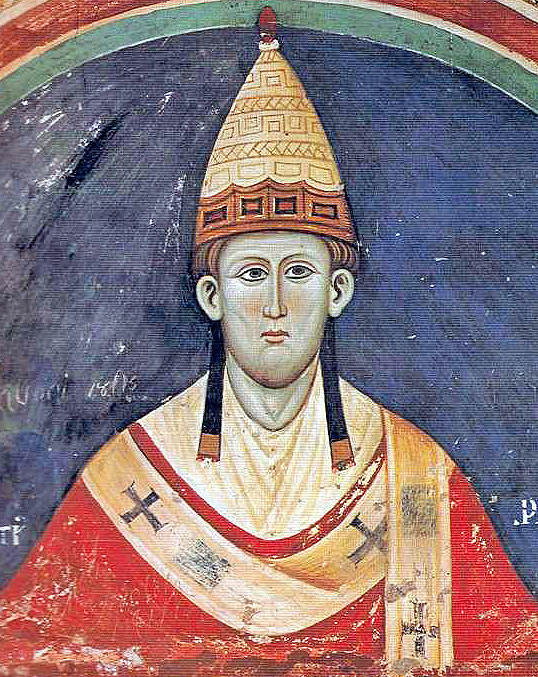
Papež s ranou papežskou tiárou, freska v ambitu Sacro Speco, kolem roku 1219

Tiára (z perštiny تاره tara převzato do latiny jako „tiára“) je pokrývka hlavy, resp. druh koruny. Nejčastěji označuje papežskou korunu (lat. triregnum) a (historicky) shora uzavřenou korunu orientálních panovníků. Méně často se jako tiára označuje také slavnostní vepředu zdobená čelenka u žen.

## Orientální tiára
Tradičně slovo „tiára“ značí zdobenou vysokou homolovitou čepici orientálních panovníků nebo božstev, obtočenou stuhou. Předmět byl nejčastěji vyráběn z látky nebo kůže a bohatě zdobený dekorem. Tiáru nosili asyrští panovníci a byla též odznakem králů perských. Asyřani ji zdobili párem býčích rohů, které měly vyzdvihovat autoritu nositele, kolem vrcholku čapky byl kruh krátkých pírek. Naproti tomu Peršané nosili s oblibou tiáru připomínající komolý jehlan bez jakýchkoli rohů či peří. Zato ji řádně ozdobili drahocennými šperky.
Orientální tiára v podobě bílé, špičaté a vysoké čepice (lat. camelaucum) se stala východiskem pro mitru a papežskou tiáru.

## Papežská tiára
Jako tiára se označuje také mimoliturgická pokrývka hlavy papeže užívaná do roku 1964. Shora uzavřený tvar byl pravděpodobně přenesen z blízkého východu vlivem byzantské kultury. 
Původní podoba tiáry, kterou římští papežové nosili asi od 7. století, byla bílá homolovitá čepice bez ozdob. První obroučku na tiáru přidal Alexandr III. ve 2. polovině 12. století, pravidelně se však vyskytuje až od pontifikátu Řehoře IX. Od Bonifáce VIII. (1294–1303) se nosila se dvěma korunami a poslední korunu na tiáru přidal Klement V. (1305–1314). Od začátku 14. století vznikla tiára dokonce ze tří pruhů látky (purpurová, zelená, modrá) a se třemi obroučkami, tu zavedl papež Pavel II. (†1471).[zdroj?] Od roku 1342 je zdobená listy.[zdroj?] Od 17. století přibylo na vrcholu tiáry říšské jablko.
Významy jednotlivých korun se ustálily ve 2. polovině 14. století. Pro křesťanství velmi symbolické číslo tři značí na papežské tiáře nejen to, že papež je nejvyšší kněz, soudce a zákonodárce, ale také jeho vládu nad zemí, nebem i peklem. Objevuje se i odkaz na církev bojující, trpící a vítěznou.
Součástí papežské tiáry (podobně jako v případě mitry) jsou také dvě stuhy (tzv. fimbrie) vycházející z její zadní části a volně splývající na zádech nositele. Tyto stuhy jsou většinou bílé barvy se zlatými výšivkami. 
Papežové nosili tiáru při slavnostní příležitostech. Dříve bývali tiárou korunováni během intronizační mše. Poslední papež korunovaný tiárou byl Pavel VI. v roce 1963.

### Papežská tiára v moderní době
Tento symbol autority se v katolické církvi nepoužívá od 11. listopadu 1964, kdy papež Pavel VI. svou tiáru veřejně odložil. Byla prodána v Americe a výnos byl určen potřebným (chudým). Je uchována v chrámu Neposkvrněného početí Panny Marie ve Washingtonu. Ačkoli užívání tiáry nebylo do budoucna formálně zrušeno, žádný z dosavadních papežů se k ní nevrátil. 

Papežská tiára však zůstává nadále tradičním symbolem papežské moci, a to např. ve státních symbolech státu Vatikán, ve znacích některých vatikánských úřadů a v církevní heraldice. Z papežské heraldiky tiára vymizela v roce 2005 s nástupem Benedikta XVI., který ve svém papežském znaku použil místo tiáry prostší biskupskou mitru se třemi symbolickými zlatými pruhy. Papež František jej v tom následoval. 

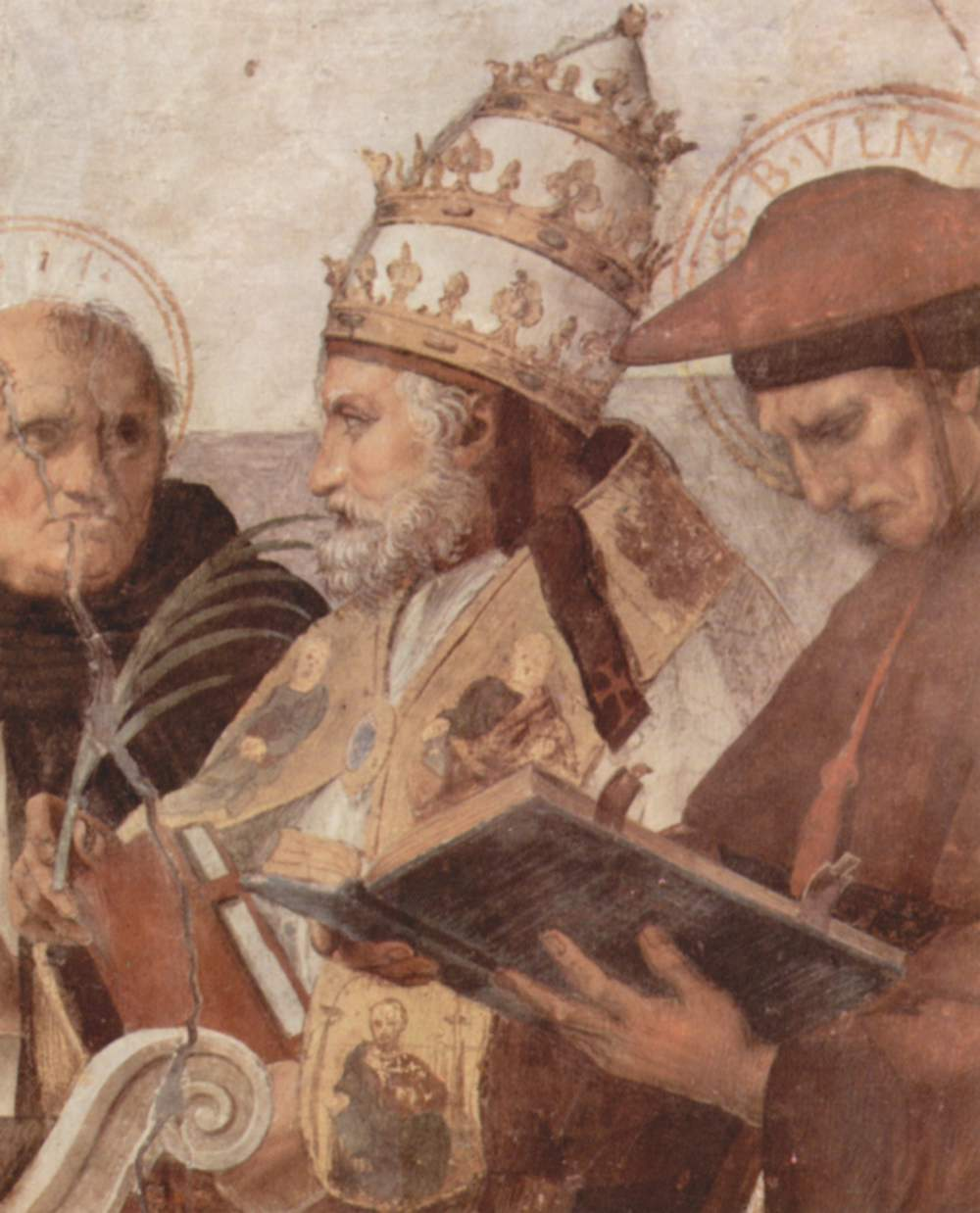
Raffael Santi: Papež Julius II. s třístupňovou tiárou, freska, Vatikán, 1509
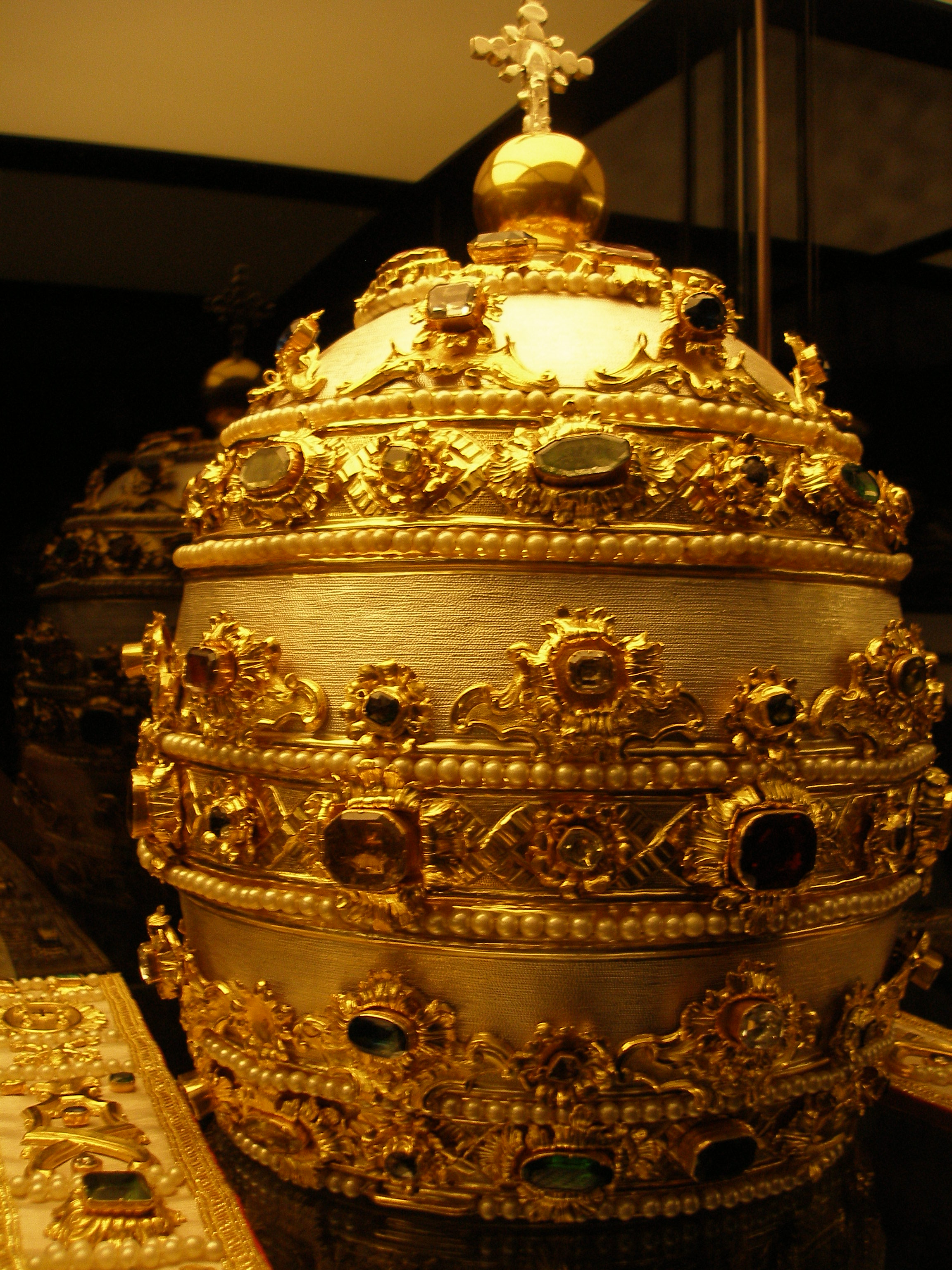
Papežská tiára v trezoru chrámu sv. Petra ve Vatikáně
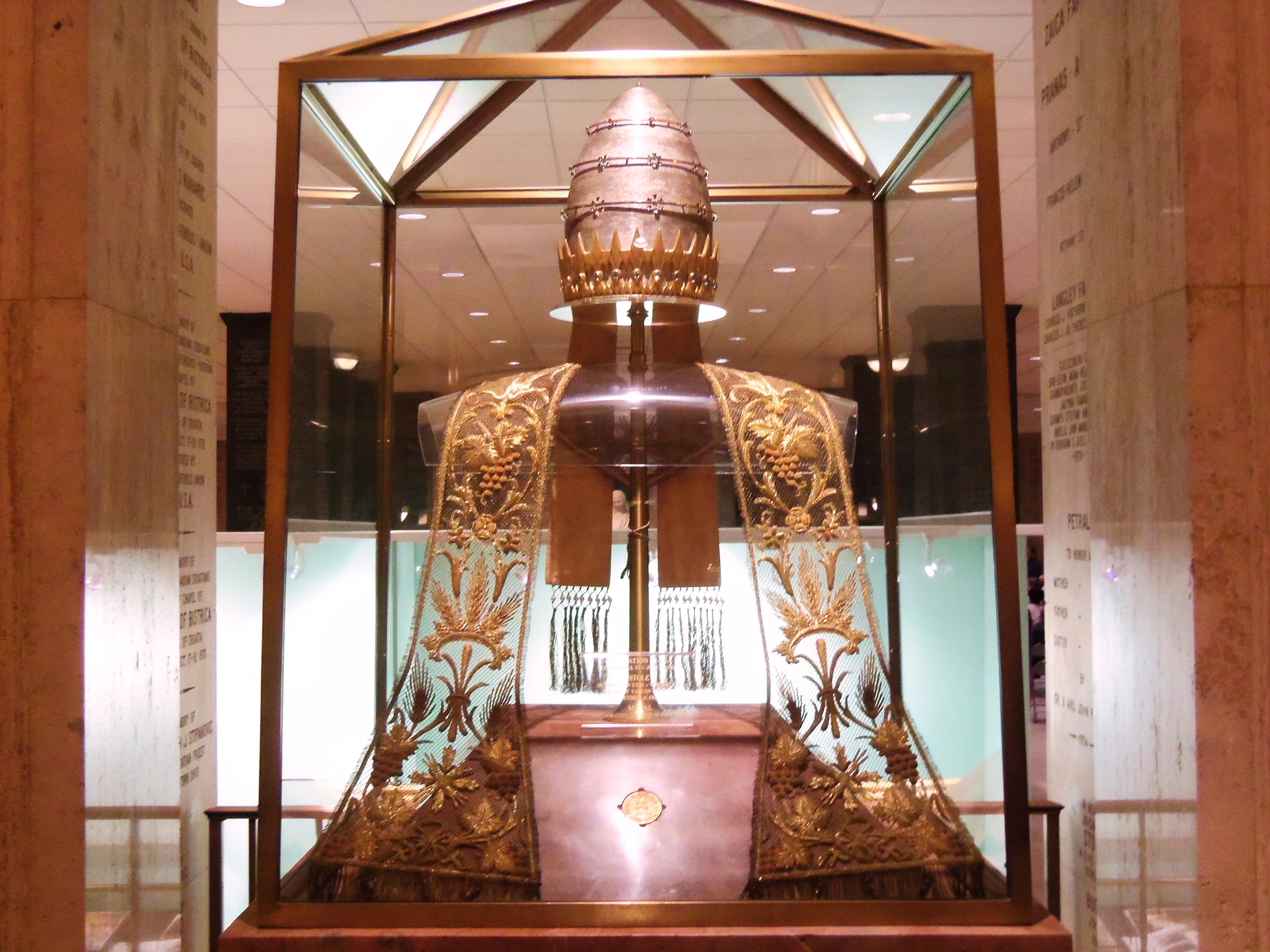
Tiára Pavla VI.
Papežská tiára ve znaku Pia XII.
Tiára nad papežskými klíči ve vlajce státu Vatikán

## Dámské tiáry

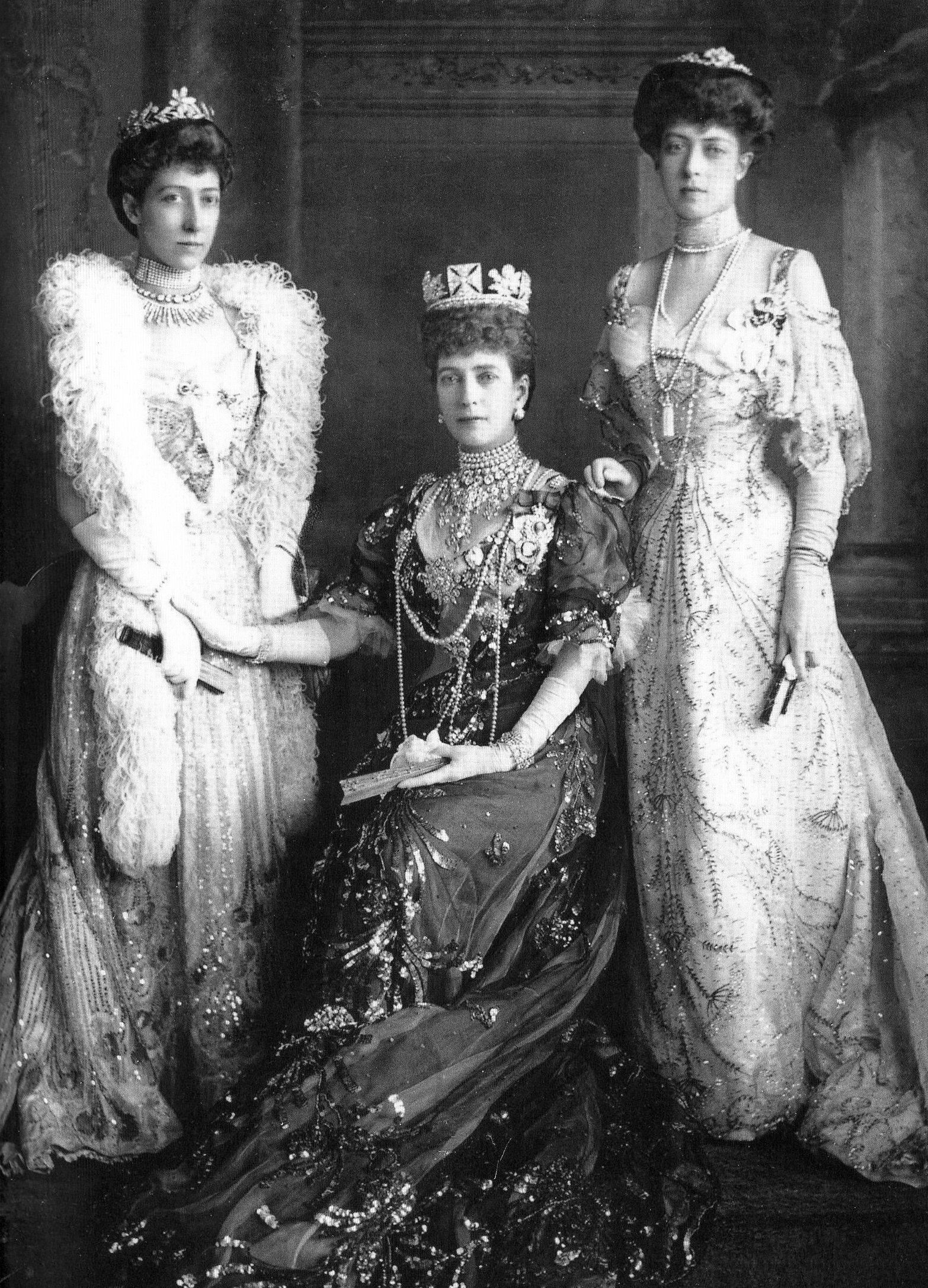
Královna Alexandra, panovnice anglická, (s korunou) a její dcery s tiárami: princezna Viktorie Alexandra (vpravo) a princezna Luisa (vlevo)

V současnosti je tiárou u žen slavnostní čelenka, často kovová a zdobená drahými kameny.  Na rozdíl od korun(k)y je tiára zdobená jen vepředu, případně na bocích, a netvoří tak souvislý kruh. V obecné řeči je však pojem tiára pro toto rozlišení málo využíván a většina diadémů se u žen označuje jako korunky.
Soutěže krásy, například Miss České republiky, převzaly tuto ozdobu a propůjčují ji každý rok jiné dívce, jež byla zvolena královnou krásy. Tiára může být zobecněně vnímána jako insignie 1. a 2. vicemiss podobné soutěže, pokud výherkyně získává korun(k)u.
V USA je běžné, že korunku nosí i nevěsty jako elegantní doplněk své svatební róby.
Britská královna Alžběta II. měla pravděpodobně největší a zároveň nejcennější soubor tiár na světě. Mohli jsme je spatřit při významných událostech ve vlasech královny. Většina kousků je dědictvím královské rodiny, zvláště od královny Alexandry nebo dary z různých zemí. Jako příklad by mohla posloužit diamantová a akvamarínová tiára od brazilského lidu.